# Lijst van Noorse gemeenten met ISO 3166-2:NO-codes
Dit is een overzicht van de Noorse gemeenten per provincie, gesorteerd op volgorde van de gemeentenummers gebaseerd op de ISO 3166-2:NO-standaard.

## 01Østfold
| 0101 Halden 0104 Moss 0105 Sarpsborg 0106 Fredrikstad 0111 Hvaler 0118 Aremark | 0119 Marker 0121 Rømskog 0122 Trøgstad 0123 Spydeberg 0124 Askim 0125 Eidsberg | 0127 Skiptvet 0128 Rakkestad 0135 Råde 0136 Rygge 0137 Våler 0138 Hobøl |

## 02Akershus
| 0211 Vestby 0213 Ski 0214 Ås 0215 Frogn 0216 Nesodden 0217 Oppegård 0219 Bærum 0220 Asker | 0221 Aurskog-Høland 0226 Sørum 0227 Fet 0228 Rælingen 0229 Enebakk 0230 Lørenskog 0231 Skedsmo 0233 Nittedal | 0234 Gjerdrum 0235 Ullensaker 0236 Nes 0237 Eidsvoll 0238 Nannestad 0239 Hurdal |

## 03Oslo
0301 Oslo

## 04Hedmark
| 0402 Kongsvinger 0403 Hamar 0412 Ringsaker 0415 Løten 0417 Stange 0418 Nord-Odal 0419 Sør-Odal 0420 Eidskog | 0423 Grue 0425 Åsnes 0426 Våler 0427 Elverum 0428 Trysil 0429 Åmot 0430 Stor-Elvdal 0432 Rendalen | 0434 Engerdal 0436 Tolga 0437 Tynset 0438 Alvdal 0439 Folldal 0441 Os |

## 05Oppland
| 0501 Lillehammer 0502 Gjøvik 0511 Dovre 0512 Lesja 0513 Skjåk 0514 Lom 0515 Vågå 0516 Nord-Fron 0517 Sel | 0519 Sør-Fron 0520 Ringebu 0521 Øyer 0522 Gausdal 0528 Østre Toten 0529 Vestre Toten 0532 Jevnaker 0533 Lunner 0534 Gran | 0536 Søndre Land 0538 Nordre Land 0540 Sør-Aurdal 0541 Etnedal 0542 Nord-Aurdal 0543 Vestre Slidre 0544 Øystre Slidre 0545 Vang |

## 06Buskerud
| 0602 Drammen 0604 Kongsberg 0605 Ringerike 0612 Hole 0615 Flå 0616 Nes 0617 Gol | 0618 Hemsedal 0619 Ål 0620 Hol 0621 Sigdal 0622 Krødsherad 0623 Modum 0624 Øvre Eiker | 0625 Nedre Eiker 0626 Lier 0627 Røyken 0628 Hurum 0631 Flesberg 0632 Rollag 0633 Nore og Uvdal |

## 07Vestfold
| 0701 Horten 0702 Holmestrand 0704 Tønsberg 0706 Sandefjord 0709 Larvik | 0711 Svelvik 0713 Sande 0714 Hof 0716 Re 0719 Andebu | 0720 Stokke 0722 Nøtterøy 0723 Tjøme 0728 Lardal |

## 08Telemark
| 0805 Porsgrunn 0806 Skien 0807 Notodden 0811 Siljan 0814 Bamble 0815 Kragerø | 0817 Drangedal 0819 Nome 0821 Bø 0822 Sauherad 0826 Tinn 0827 Hjartdal | 0828 Seljord 0829 Kviteseid 0830 Nissedal 0831 Fyresdal 0833 Tokke 0834 Vinje |

## 09Aust-Agder
| 0901 Risør 0904 Grimstad 0906 Arendal 0911 Gjerstad 0912 Vegårshei | 0914 Tvedestrand 0919 Froland 0926 Lillesand 0928 Birkenes 0929 Åmli | 0935 Iveland 0937 Evje og Hornnes 0938 Bygland 0940 Valle 0941 Bykle |

## 10Vest-Agder
| 1001 Kristiansand 1002 Mandal 1003 Farsund 1004 Flekkefjord 1014 Vennesla | 1017 Songdalen 1018 Søgne 1021 Marnardal 1026 Åseral 1027 Audnedal | 1029 Lindesnes 1032 Lyngdal 1034 Hægebostad 1037 Kvinesdal 1046 Sirdal |

## 11Rogaland
| 1101 Eigersund 1102 Sandnes 1103 Stavanger 1106 Haugesund 1111 Sokndal 1112 Lund 1114 Bjerkreim 1119 Hå 1120 Klepp | 1121 Time 1122 Gjesdal 1124 Sola 1127 Randaberg 1129 Forsand 1130 Strand 1133 Hjelmeland 1134 Suldal 1135 Sauda | 1141 Finnøy 1142 Rennesøy 1144 Kvitsøy 1145 Bokn 1146 Tysvær 1149 Karmøy 1151 Utsira 1154 Vindafjord |

## 12Hordaland
| 1201 Bergen 1211 Etne 1216 Sveio 1219 Bømlo 1221 Stord 1222 Fitjar 1223 Tysnes 1224 Kvinnherad 1227 Jondal 1228 Odda 1231 Ullensvang | 1232 Eidfjord 1233 Ulvik 1234 Granvin 1235 Voss 1238 Kvam 1241 Fusa 1242 Samnanger 1243 Os 1244 Austevoll 1245 Sund 1246 Fjell | 1247 Askøy 1251 Vaksdal 1252 Modalen 1253 Osterøy 1256 Meland 1259 Øygarden 1260 Radøy 1263 Lindås 1264 Austrheim 1265 Fedje 1266 Masfjorden |

## 14Sogn og Fjordane
| 1401 Flora 1411 Gulen 1412 Solund 1413 Hyllestad 1416 Høyanger 1417 Vik 1418 Balestrand 1419 Leikanger 1420 Sogndal | 1421 Aurland 1422 Lærdal 1424 Årdal 1426 Luster 1428 Askvoll 1429 Fjaler 1430 Gaular 1431 Jølster 1432 Førde | 1433 Naustdal 1438 Bremanger 1439 Vågsøy 1441 Selje 1443 Eid 1444 Hornindal 1445 Gloppen 1449 Stryn |

## 15Møre og Romsdal
| 1502 Molde 1503 Kristiansund 1504 Ålesund 1511 Vanylven 1514 Sande 1515 Herøy 1516 Ulstein 1517 Hareid 1519 Volda 1520 Ørsta 1523 Ørskog 1524 Norddal 1525 Stranda | 1526 Stordal 1528 Sykkylven 1529 Skodje 1531 Sula 1532 Giske 1534 Haram 1535 Vestnes 1539 Rauma 1543 Nesset 1545 Midsund 1546 Sandøy 1547 Aukra 1548 Fræna | 1551 Eide 1554 Averøy 1557 Gjemnes 1560 Tingvoll 1563 Sunndal 1566 Surnadal 1567 Rindal 1569 Aure 1571 Halsa 1573 Smøla |

## 16Sør-Trøndelag
| 1601 Trondheim 1612 Hemne 1613 Snillfjord 1617 Hitra 1620 Frøya 1621 Ørland 1622 Agdenes 1624 Rissa 1627 Bjugn | 1630 Åfjord 1632 Roan 1633 Osen 1634 Oppdal 1635 Rennebu 1636 Meldal 1638 Orkdal 1640 Røros 1644 Holtålen | 1648 Midtre Gauldal 1653 Melhus 1657 Skaun 1662 Klæbu 1663 Malvik 1664 Selbu 1665 Tydal |

## 17Nord-Trøndelag
| 1702 Steinkjer 1703 Namsos 1711 Meråker 1714 Stjørdal 1717 Frosta 1718 Leksvik 1719 Levanger 1721 Verdal | 1723 Mosvik 1724 Verran 1725 Namdalseid 1729 Inderøy 1736 Snåsa 1738 Lierne 1739 Røyrvik 1740 Namsskogan | 1742 Grong 1743 Høylandet 1744 Overhalla 1748 Fosnes 1749 Flatanger 1750 Vikna 1751 Nærøy 1755 Leka |

## 18Nordland
| 1804 Bodø 1805 Narvik 1811 Bindal 1812 Sømna 1813 Brønnøy 1815 Vega 1816 Vevelstad 1818 Herøy 1820 Alstahaug 1822 Leirfjord 1824 Vefsn 1825 Grane 1826 Hattfjelldal 1827 Dønna 1828 Nesna | 1832 Hemnes 1833 Rana 1834 Lurøy 1835 Træna 1836 Rødøy 1837 Meløy 1838 Gildeskål 1839 Beiarn 1840 Saltdal 1841 Fauske 1845 Sørfold 1848 Steigen 1849 Hamarøy 1850 Tysfjord 1851 Lødingen | 1852 Tjeldsund 1853 Evenes 1854 Ballangen 1856 Røst 1857 Værøy 1859 Flakstad 1860 Vestvågøy 1865 Vågan 1866 Hadsel 1867 Bø 1868 Øksnes 1870 Sortland 1871 Andøy 1874 Moskenes |

## 19Troms
| 1901 Harstad 1902 Tromsø 1911 Kvæfjord 1913 Skånland 1915 Bjarkøy 1917 Ibestad 1919 Gratangen 1920 Lavangen 1922 Bardu | 1923 Salangen 1924 Målselv 1925 Sørreisa 1926 Dyrøy 1927 Tranøy 1928 Torsken 1929 Berg 1931 Lenvik 1933 Balsfjord | 1936 Karlsøy 1938 Lyngen 1939 Storfjord 1940 Kåfjord 1941 Skjervøy 1942 Nordreisa 1943 Kvænangen |

## 20Finnmark
| 2002 Vardø 2003 Vadsø 2004 Hammerfest 2011 Kautokeino/Guovdageaidnu 2012 Alta 2014 Loppa 2015 Hasvik | 2017 Kvalsund 2018 Måsøy 2019 Nordkapp 2020 Porsanger 2021 Karasjok/Kárášjohka 2022 Lebesby 2023 Gamvik | 2024 Berlevåg 2025 Tana/Deatnu 2027 Nesseby/Unjárga 2028 Båtsfjord 2030 Sør-Varanger |